# Nadleśnictwo Trzebież

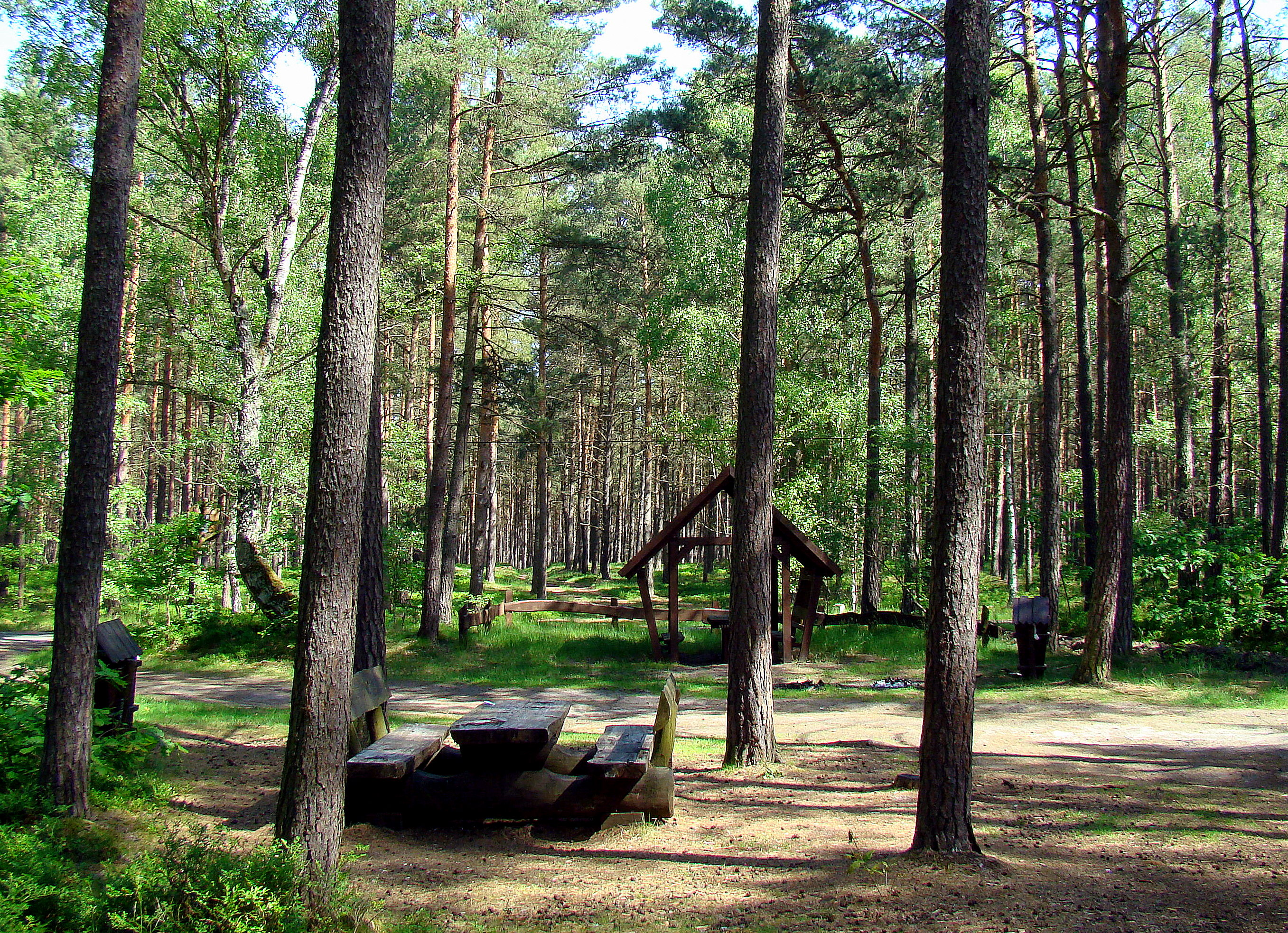
Altanka turystyczna na terenie lasów Nadleśnictwa Trzebież.

Nadleśnictwo Trzebież – jednostka organizacyjna Lasów Państwowych podległa Regionalnej Dyrekcji Lasów Państwowych w Szczecinie. Siedziba (od 2001 r.) nadleśnictwa znajduje się w Zalesiu.

## Położenie
Nadleśnictwo położone jest na terenach powiatu polickiego oraz gmin (od północy) Nowe Warpno, Police, Dobra Szczecińska i miast Nowe Warpno, Police, Szczecin, oraz części gminy Kołbaskowo (obręby: Bobolin, Stobno, Przylep, Ostoja oraz części obrębów Rajkowo, Będargowo i Rajnik). Powierzchnia nadleśnictwa wynosi (zgodnie z Planem Urządzania Lasu sporządzonym na lata 2017-2026) 24 887,34 ha (w tym grunty leśne 23 179,25 ha, lasy ochronne to 22 246,57 ha). Nadleśnictwo Trzebież administracyjnie podzielone jest na 12 leśnictw:
| - Dobra - Drogoradz - Mazańczyce - Myślibórz - Nowe Warpno - Pienice | - Poddymin - Siedlice - Tanowo - Tatynia - Turznica - Zalesie |

Nadleśnictwo posiada także własną szkółkę leśną w miejscowości Tanowo.

## Lasy
Lasy stanowią 33,1% powierzchni nadleśnictwa. Tworzą one kompleks leśny zwany Puszczą Wkrzańską występują tu głównie bory, a najbardziej rozpowszechnionym gatunkiem jest sosna. 
Dominującym typem siedliskowym lasu jest bór mieszany świeży – BMśw, zajmujący 48,7% powierzchni leśnych. Udział siedlisk borowych wynosi 67,5%, siedliska lasowe zajmują 26,9%, udział olsów - Ol i OlJ wynosi 5,6%.
Na terenie Nadleśnictwa Trzebież znajduje się jeden rezerwat przyrody, chroniący stanowiska lęgowe ptaków wodnych – Świdwie.